# Оронс
Оронс, Оронце (ісп. Oronz, баск. Orontze) — муніципалітет в Іспанії, у складі автономної спільноти Наварра. Населення — 47 осіб (2009).
Муніципалітет розташований на відстані близько 350 км на північний схід від Мадрида, 45 км на схід від Памплони.

## Демографія
Динаміка населення (INE ):